# Proszynskiana
Proszynskiana là một chi nhện trong họ Salticidae.